# Янновицбрюкке (станция метро)
«Янновицбрюкке» (нем. Jannowitzbrücke) — станция Берлинского метрополитена. Расположена на линии U8 между станциями «Александерплац» (нем. Alexanderplatz) и «Хайнрих-Хайне-Штрассе» (нем. Heinrich-Heine-Straße). Станция находится в районе Берлинa Кройцберг и имеет пересадку на одноимённую станцию внутригородской электрички.

## История

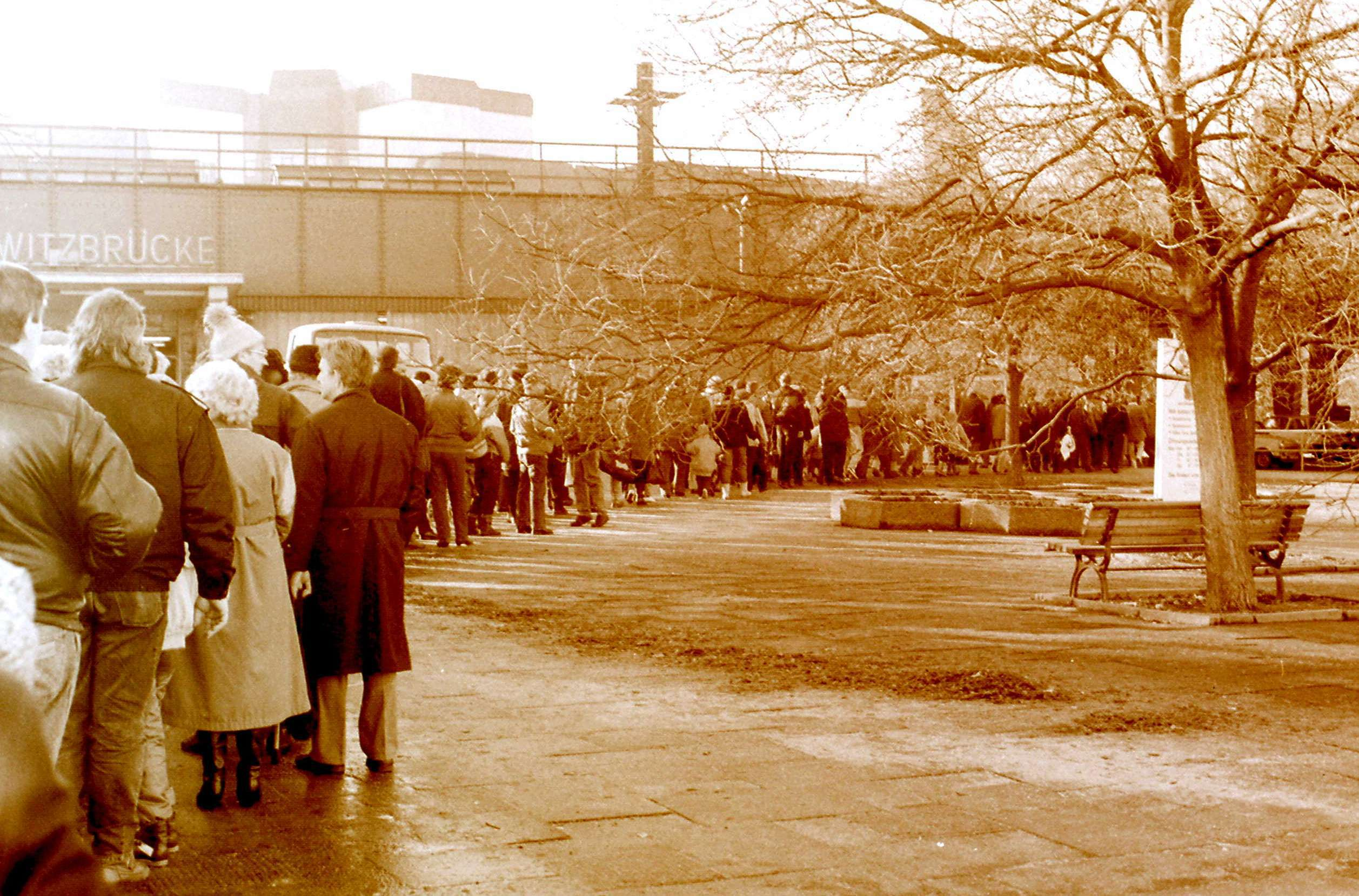
Ноябрь 1989 года, очередь из жителей ГДР, желающих попасть в Западный Берлин через станцию.

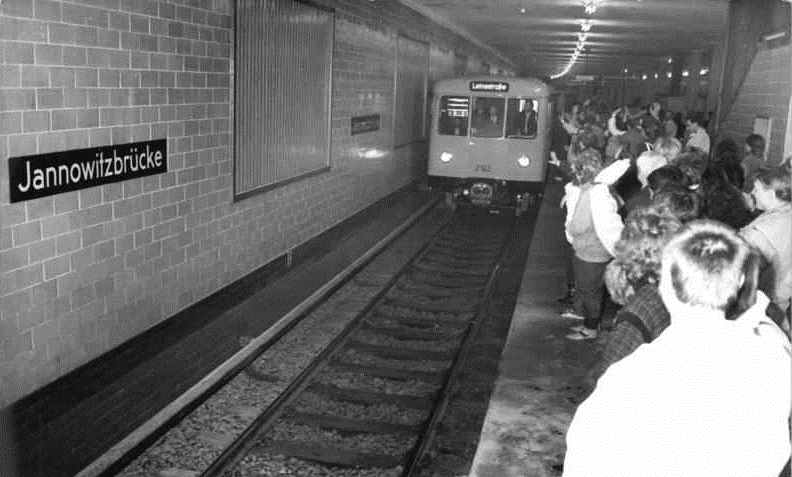
Станция в день открытия 11 ноября 1989 года

Открыта 18 апреля 1930 года в составе участка «Хайнрих-Хайне-Штрассе» — «Гезундбруннен». С 13 августа 1961 года по 11 ноября 1989 года станция была закрыта, все входы были замурованы. Первая станция метрополитена, открытая после падения Берлинской стены.

## Архитектура и оформление
Двухпролётная колонная станция мелкого заложения. Путевые стены облицованы крупной прямоугольной жёлтой кафельной плиткой, металлические колонны покрашены в жёлтый цвет. Входы на станцию расположены в торцах платформы.